# Montaña Unnecessary
Montaña Unnecessary, también llamada Monte Unnecessary, es un pico de las Montañas de North Shore cerca de Vancouver, Columbia Británica, Canadá, y un popular destino de excursionismo. Es accesible a través del Howe Sound Crest Trail  y una ruta directa desde Lions Bay.
La montaña es llamada así por el "innecesario" ascenso a esta montaña para llegar a The Lions.